# Pridjel Donji
Pridjel Donji (en serbe cyrillique : Придјел Доњи) est un village de Bosnie-Herzégovine. Il est situé sur le territoire de la ville de Doboj et dans la république serbe de Bosnie. Selon les premiers résultats du recensement bosnien de 2013, il compte 906 habitants.

## Géographie
Le village est situé au sud de Doboj, sur la rive droite de la rivière Bosna, un affluent droit de la Save, et à la confluence de la Bosna et de la Velika rijeka.

## Démographie

### Évolution historique de la population dans la localité
| 1948 | 1953 | 1961  | 1971  | 1981  | 1991 | 2013 |
| ---- | ---- | ----- | ----- | ----- | ---- | ---- |
| -    | -    | 1 431 | 1 683 | 1 983 | 987  | 906  |

|  |